# Korsakiw-Museum für moderne ukrainische Kunst

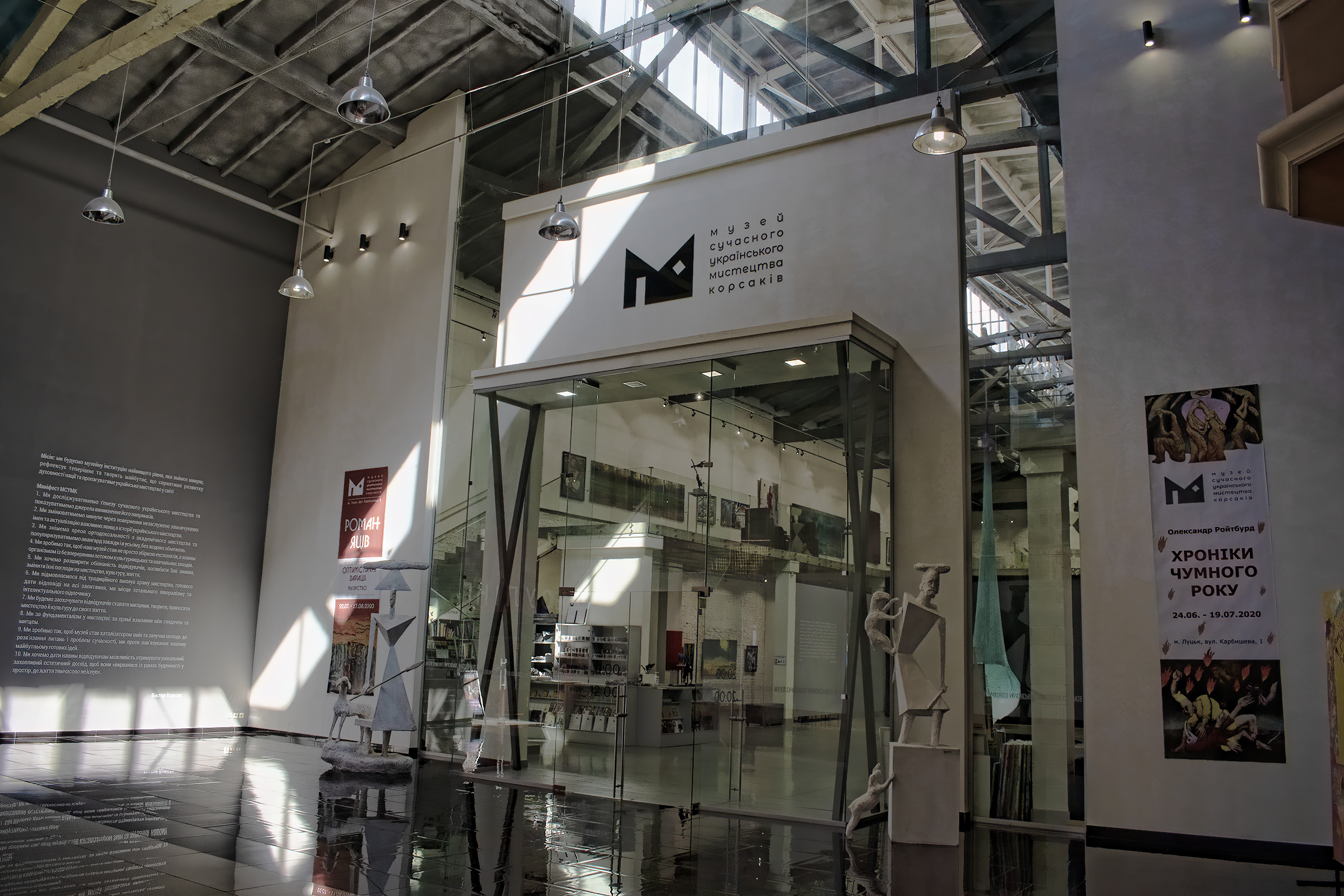
Eingang zum Korsakiw-Museum, 2020

Fragment aus Kosmogonie, Petro Antyp, 2023

Korsakiw-Museum für moderne ukrainische Kunst (ukrainisch Музей сучасного українського мистецтва Корсаків Musej sutschasnowo ukrajinskowo mysteztwa Korsakiw, abgekürzt МСУМК MSYMK) ist das größte Museum für zeitgenössische ukrainische Kunst in der Ukraine, das am 24. August 2018 in Luzk eingeweiht wurde.
Ausgangspunkt für die Gründung des Privatmuseums war die Galerie für zeitgenössische Kunst Art-Cafedra, die im April 2014 eröffnet wurde und seither Dutzende von Ausstellungen und Veranstaltungen durchgeführt hat.
Das Korsakiw-Museum befindet sich in einer ehemaligen Fabrik am Stadtrand von Luzk und ist nach der Gründerfamilie der Unternehmer Korsak benannt.
Auf einer Fläche von rund 5.000 Quadratmetern zeigt das Museum in 12 Sälen mehr als 800 Kunstobjekte von über 100 bedeutenden ukrainischen Künstlern von der Mitte des 20. Jahrhunderts bis zur Gegenwart, darunter Gemälde, Grafiken, Skulpturen, Installationen und Videokunst.
Die Sammlung reicht von den 1930er Jahren mit den Werken von Leopold Lewyzkyj bis in die Gegenwart mit einem Saal, in dem wechselnde Ausstellungen zeitgenössischer Künstler gezeigt werden. Die Säle des Museums sind chronologisch nach Jahren sowie nach Schulen und Gruppen unterteilt.
Die Dauerausstellung präsentiert ein Frühwerk des Begründers des Kubismus in der Bildhauerei, des weltberühmten ukrainischen Künstlers Olexander Archipenko "Nackt" (1907) und Werke der Koryphäen der Lemberger Moderne: Olena Kultschyzka, Roman Selskyj, Leopold Lewyzkyj und Jaroslawa Musyka.
Die Kiewer Schule ist mit Werken von Oleksandr Dubowyk, Mykola Malyschko, P. Malyschko, Nina Denyssowa und Petro Honchar vertreten.
Die Ausstellung umfasst auch Werke von Künstlern, die nach dem Zerfall der Sowjetunion eine „posttotalitäre Renaissance“ herbeiführten, darunter Tiberij Silwaschi, Mychajlo Krywenko, Anatolij Krywolap, Kostjantyn Borysjuk und weiteren.
Postmodernistische Einflüsse sind in den Werken von Wlodko Kaufman, Jurij Isdryk, Petro Bewsa, Petro Antyp, Iwan Romanko, Robert Saller, Anatolij Twerdyji und anderen repräsentiert.
Das vielfältige Ausstellungs-, Bildungs-, Forschungs- und Verlagsprogramm des Korsakiw-Museums für moderne ukrainische Kunst spiegelt die aktuellen Prozesse in der ukrainischen Kultur wider. Es eröffnet Möglichkeiten für den öffentlichen Dialog und die Schaffung neuer Werke.